# Margaret O’Halloran
Margaret O'Halloran (ur. 1976) – irlandzka lekkoatletka, tyczkarka.
Reprezentantka kraju w zawodach pucharu Europy.
Złota medalistka mistrzostw Irlandii (1998).
Była rekordzistka kraju.

## Rekordy życiowe
- Skok o tyczce – 2,80[5]